# ProPublica
ProPublica je nezisková organizace zaměřená na investigativní žurnalistiku, provozující stejnojmenný internetový portál. Sídlí v New Yorku a působí na základě zákona 26 USC § 501(c)(3).
V roce 1991 založili Herbert a Marion Sandlerovi z firmy Golden West Financial dobročinnou nadaci a v roce 2007 se rozhodli její prostředky věnovat na podporu nezávislého zpravodajství. V červnu 2008 byly spuštěny internetové stránky ProPublica a jejich šéfredaktorem se stal Paul Steiger, který předtím působil v listu The Wall Street Journal. Pro organizaci ProPublica pracuje 32 stálých novinářů a přes dva tisíce dobrovolníků. Informace zveřejňuje pod licencí Creative Commons. Výsledky její investigace využívají média jako CNN, 60 Minutes, New York Times, Washington Post, The Huffington Post, Newsweek nebo National Public Radio.
ProPublica získala pětkrát Pulitzerovu cenu, v roce 2010 byla prvním oceněným webem. Zpravodajsky pokrývala následky hurikánu Katrina, v projektu Documenting Hate zkoumala rasově motivované zločiny, rozkrývala aktivity gangu Mara Salvatrucha i zneužívání pravomoci newyorské policie a v reportáži An Unbelievable Story of Rape, která se stala předlohou úspěšného televizního seriálu, se zabývala sexuálním násilím.
V červnu 2021 ProPublica zveřejnila záznamy finančního úřadu vypovídající o rozsáhlých daňových únicích nejbohatších Američanů.